# Stor-Nävertjärnen, Lappland
Stor-Nävertjärnen är en sjö i Åsele kommun i Lappland och ingår i Ångermanälvens huvudavrinningsområde. Sjön har en area på 0,0733 kvadratkilometer och ligger 399,3 meter över havet.

## Delavrinningsområde
Stor-Nävertjärnen ingår i det delavrinningsområde (710957-159026) som SMHI kallar för Utloppet av Betsarn. Medelhöjden är 365 meter över havet och ytan är 9,81 kvadratkilometer. Räknas de 2 avrinningsområdena uppströms in blir den ackumulerade arean 29,48 kvadratkilometer. Betsarnbäcken som avvattnar avrinningsområdet har biflödesordning 3, vilket innebär att vattnet flödar genom totalt 3 vattendrag innan det når havet efter 216 kilometer. Avrinningsområdet består mestadels av skog (85 procent). Avrinningsområdet har 1,27 kvadratkilometer vattenytor vilket ger det en sjöprocent på 13 procent.